# RBC (periódico)
El diario de negocios RBC (en ruso: Ежедневная деловая газета РБК), conocido hasta octubre de 2014 como RBC Daily (en ruso: РБК daily), es un periódico diario de análisis perteneciente al grupo de comunicación RBC. Fue fundado por la empresa RBC Media.
El editor principal del periódico es Ígor Trosnikov; anteriormente fue Piotr Kirián.

## Especialización
- La formación de empresas rusas.
- El lugar de los negocios rusos en el sistema mundial y sus perspectivas.
- Las áreas más rentables para el desarrollo de negocio.
- Tendencias en los sectores de la economía rusa, perspectivas a corto y mediano plazo.
- Interacción entre las empresas y el Estado.
- Aumentar la competitividad de las empresas rusas.